# Нянька за викликом
«Ня́нька за ви́кликом» (англ. «The Rebound») — американська романтична комедія 2009 року, режисером якого є Бартом Френдліхом. Головні ролі виконали Кетрін Зета-Джонс і Джастін Барта. Фільм було презентовано в Україні 1 жовтня 2009 року.

## Сюжет
Сенді — жінка сорока років, що покинула кар'єру заради родинного щастя. Проте раптово вона за допомогою сучасних технологій дізналася, що чоловік її зраджує, тому вона подала на розлучення.
Оселившись із двома дітьми в Нью-Йорку, вона влаштовується на роботу, яка не лишає їй жодної зайвої хвилини. До того ж подруга заохочує її шукати нових бой-френдів. Тому Сенді наймає нянькою офіціанта Арама. Він на 15 років молодший за Сенді, проте його також покинула кохана, а він навіть не може розвестися з нею через те, що екс-кохана втратить громадянство в країні. Арам успішно закінчив коледж, проте не може оговтатися після розлучення, тому погоджується на будь-яку роботу, що здається йому цікавою й потрібною іншим людям. Він швидко знаходить спільну мову з дітьми Сенді й весело проводить час із ними. Сенді в цей час розуміє, що в великому місті їй буде складно знайти нового коханого. Поступово Арам і Сенді закохуються один в одного. Через кілька місяців Сенді здається, що вона вагітна. Арам дуже щасливий із цього приводу. Проте візит до лікаря виявляє, що у Сенді позаматкова вагітність. Тоді пара свариться — Сенді переконується, що в людей, між якими вікова різниця в 15 років, не може бути нічого спільного.
Арам вирішує подорожувати світом. Сенді піднімається по кар'єрній драбині. Та за 5 років вони раптово зустрічаються в ресторані, де жінка святкувала успіхи на роботі. Виявляється, що Арам досі самотній, він усиновив хлопчика з Бангладешу. Фільм закінчується тим, що вони сідають поруч і тримають одне одного за руки.

## У фільмі знімались
- Кетрін Зета-Джонс — Сенді
- Джастін Барта — Арам Фінкельштейн
- Келлі Гоулд — Шейді
- Арт Гарфанкел — Гаррі Фінкельштейн
- Сем Робардс — Френк
- Забріна Гевара — вчителька
- Томас Мідлдітч — Маверік